# ويليام إيفانز (كرة سلة)
ويليام إيفانز (بالإنجليزية: William Evans)‏ مواليد 13 سبتمبر 1932 في بيريا، هو لاعب كرة سلة أمريكي سابق وحمل الرقم 42. يبلغ طوله 6 قدم .5 بوصة (1.8 م).

## الميداليات
| الميدالية | المسابقة                       |
| --------- | ------------------------------ |
| ذهبية     | الألعاب الأولمبية الصيفية 1956 |

## روابط خارجية
- ويليام إيفانز على موقع الاتحاد الدولي لكرة السلة (الإنجليزية)
- ويليام إيفانز على موقع سبورتس رفرنس (الإنجليزية)
- ويليام إيفانز على موقع كلية كرة السلة في سبورتس رفرنس.كوم (الإنجليزية)
- ويليام إيفانز على موقع ريلجم (الإنجليزية)
- ويليام إيفانز على موقع سبورتس رفرنس (الإنجليزية)
- ويليام إيفانز على موقع أوليمبيديا (الإنجليزية)